# 찰스 코번
찰스 코번(Charles Coburn, 1877년 6월 19일 ~ 1961년 8월 30일)는 미국의 배우, 연극 배우, 영화배우이다.

## 영화
- 페페 (1960년)
- 파워 앤 프라이즈 (1956년)
- 80일간의 세계일주 (1956년)
- 트러블 어롱 더 웨이 (1953년)
- 신사는 금발을 좋아한다 (1953년)
- 몽키 비지니스 (1952년)
- 해스 애니바디 신 마이 겔 (1952년)
- 루이사 (1950년) - 아벨 역
- 미스터 뮤직 (1950년)
- 더 닥터 앤 더 걸 (1949년)
- BF의 딸 (1948년)
- 와이오밍의 푸른 초원 (1948년)
- 패러딘 부인의 재판 (1947년)
- 자라가는 시절 (1946년)
- 로얄 스캔달 (1945년)
- 랩소디 인 블루 (1945년)
- 니커보커 홀리데이 (1944년)
- 윌슨 (1944년)
- 천국은 기다려준다 (1943년)
- 프린세스 오루크 (1943년)
- 언제나 영원히 (1943년)
- 한 여자와 두 남자 (1943년) - 벤자민 딩글 역
- 영원의 처녀 (1943년)
- 인 디스 아워 라이프 (1942년)
- 킹스 로우 (1942년)
- H.M. 풀햄, Esq. (1941년)
- 데블 앤 미스 존스 (1941년)
- 레이디 이브 (1941년)
- 인간 에디슨 (1940년)
- 싱가폴 가는 길 (1940년)
- 바보의 기쁨 (1939년)
- 스탠리 앤 리빙스톤 (1939년)
- 또다른 세계의 창조 (1939년)
- 오브 휴먼 하츠 (1938년)